# Лукас, Регги
Реджинальд Грант «Регги» Лукас (англ. Reginald Grant «Reggie» Lucas, 25 февраля 1953, Нью-Йорк — 19 мая 2018, Нью-Йорк) — американский музыкант, автор песен и музыкальный продюсер. Наиболее известен как продюсер большинства песен в одноимённом дебютном альбоме Мадонны 1983 года, совместной работой с перкуссионистом Мтуме. В первой половине 1970-х Лукас играл в электрической группе Майлза Дэвиса.

## Карьера
В начале карьеры Лукас был R&B и джазовым гитаристом. В начале 1970-х он играл с Билли Полом, а с 1972 по 1976 — с Майлзом Дэвисом. Это была электрическая группа, в которую входили также Пит Коссей, Майкл Хендерсон и Эл Фостер. В группе Лукас познакомился с перкуссионистом Джеймсом Мтуме, своим будущим партнёром по продюсированию. В 1976 году оба музыканта присоединились к группе певицы Роберты Флэк и гастролировали с ней в течение нескольких лет.
После окончания своей работы джазовым гастролирующим гитаристом Лукас переключился на написание песен и продюсирование. Его работы на этом поприще получили известность и положительные отзывы критиков. Поначалу он был частью команды продюсеров — совместно с перкуссионистом Джеймсом Мтуме. Вдвоём они написали и спродюсировали несколько хитов для таких артистов, как Стефани Миллз, Филлис Хаймэн, Лу Ролз, The Spinners и Роберта Флэк.
В 1980 году Лукас и Мтуме получили «Грэмми» за лучшую песню в стиле R&B за композицию «Never Knew Love Like This Before», исполненную Стефани Миллз.
В конце 1970-х Лукас решил начать сольную исполнительскую, продюсерскую и авторскую карьеру. В 1978 году он записал собственный инструментальный альбом Survival Themes. Он спродюсировал сингл «Young Free and Single» в качестве участника быстро распавшейся группы Sunfire, чей альбом вышел в 1982. Одной из его первых работ в качестве сольного продюсера стал дебютный альбом Мадонны. Помимо аранжировок большинства треков, он написал для альбома две песни — «Borderline» и «Physical Attraction». После окончания этого сотрудничества Лукас работал с Риби Джексон, Рэнди Кроуфорд и The Four Tops.
В 1986 году Лукас основал звукозаписывающую студию в городе Джерси-Сити под названием Quantum Sound. На ней записывались Pet Shop Boys, Jodeci, Джефф Бакли и Sepultura.

## Личная жизнь
Дочь Лиза Лукас — исполнительный директор Национального книжного фонда.

## Дискография
По данным официального сайта Регги Лукаса.

### Продюсер
- Мадонна — Madonna — (1983, Sire)
- Models — Out of Mind, Out of Sight — (1985, Mushroom Records)
- Рэнди Кроуфорд — Abstract Emotions — (1986, Warner Bros. Records)
- Риби Джексон — Reaction — (1986, Columbia)
- Банни Дебардж[англ.]- In Love — (1987, Motown Records)
- The Four Tops — Magic — (1985, Motown)
- Джон Адамс — Strong — (1987, A&M Records)
- The Weather Girls — The Weather Girls — (1988, Columbia)
- Элайза Фьорильо[англ.] — Elisa Fiorillo — (1987, Chrysalis Records)
- Ник Скотти[англ.] — Nick Scotti — (1993, Reprise Records)

### Продюсер (совместно с Джеймсом Мтуме)
- Stephanie Mills — What Cha' Gonna Do with My Lovin' — (1979, 20th Century Records)
- Stephanie Mills — Sweet Sensation — (1980, 20th Century Records)
- Stephanie Mills — Stephanie — (1981, 20th Century Records)
- Stephanie Mills — Tantalizingly Hot — (1982, Casablanca Records)
- Филлис Хаймэн — You Know How to Love Me — (1979, Arista Records)
- Gary Bartz — Bartz — (1980, Arista Records)
- Lou Rawls — Now Is The Time — (1982, Epic)
- The Spinners — Can’t Shake This Feelin'  — (1982, Atlantic)
- Rena Scott — Come On Inside — (1979, Buddah)
- Mark Sadane — One Way Love Affair (1981, Warner Bros. Records)
- Mark Sadane — Exciting (1982, Warner Bros. Records)

### Фронтмен
- Survival Themes (1978, East Wind Records[англ.])
- Sunfire (1982, Warner Bros. Records)

### Инструменталист в группе
С Майлзом Дэвисом
- In Concert: Live at Philharmonic Hall[англ.] (1972)
- Dark Magus[англ.] (1974)
- Pangaea[англ.] (1975)
- Agharta[англ.] (1975)
- The Complete On the Corner Sessions[англ.]
- Get Up With It[англ.] (1974)
- The Complete Miles Davis at Montreux[англ.] (1973 only)
- Miles Davis at Newport 1955-1975: The Bootleg Series Vol. 4[англ.] (Columbia Legacy, 2015)

С Карлосом Гарнеттом
- Black Love[англ.] (Muse, 1974)
- Journey to Enlightenment[англ.] (Muse, 1974)

С другими
- Бабатунде Олатунде, Soul Makossa (1973, Paramount)
- Carlos Garnett[англ.], Journey To Enlightenment (1974, Muse)
- Norman Connors[англ.], Slewfoot (1974, Buddah)
- Norman Connors[англ.], Saturday Night Special[англ.] (1975, Buddah)
- Norman Connors[англ.], Romantic Journey[англ.] (1977, Buddah)
- Aquarian Dream, arranger (1976, Buddah)
- Vitamin E — Sharing — arranger — (1977, Buddah)
- Флора Пурим — Nothing Will Be As It Was… Tomorrow — (1977, Warner Bros. Records)
- Лонни Листон Смит — Visions Of A New World — (1975, Flying Dutchman)
- Hubert Eaves[англ.] — Esoteric Funk[англ.] — (1979, East Wind Records[англ.])
- Роберта Флэк — Blue Lights in the Basement — (1977, Atlantic)
- Roberta Flack Featuring Donny Hathaway — (1980, Atlantic)
- Urszula Dudziak[англ.] — Urszula — (1975, Arista)
- James Mtume[англ.] — Rebirth Cycle — 1977
- Gary Bartz[англ.] — The Shadow Do — (1975, Prestige)
- Zbigniew Seifert[англ.] — Zbigniew Seifert (1977, Capitol)
- John Lee/Gerry Brown — Still Can’t Say Enough — (1976, Blue Note)
- Masabumi Kikuchi[англ.] — Wishes/Kochi (1976, Inner City Records)
- Shunzoh Ohno — Bubbles (1976, East Wind)